# Agrilus traymanyi
Agrilus traymanyi é uma espécie de inseto do género Agrilus, família Buprestidae, ordem Coleoptera.
Foi descrita cientificamente por Baudon, 1965.